# Bobby Jackson
Bobby Jackson (* 13. März 1973, in Salisbury, North Carolina) ist ein ehemaliger US-amerikanischer Basketballspieler. Jackson spielte insgesamt 12 Jahre in der NBA. 2003 gewann er den NBA Sixth Man of the Year Award.

## NBA
Jackson wurde beim NBA-Draft 1997 an 23. Stelle von den Seattle SuperSonics ausgewählt und im Anschluss darauf zu den Denver Nuggets transferiert. Bei den Nuggets startete Jackson in 53 von 68 Spielen und erzielte 11,6 Punkte, 4,4 Rebounds und 4,7 Assists. Er wurde in das NBA All-Rookie Second Team berufen.
Nach seiner Rookie-Saison wurde Jackson zu den Minnesota Timberwolves transferiert. Nach zwei Jahren bei den Wolves, folgte der Wechsel zu den Sacramento Kings. Hier hatte Jackson seine besten Jahre und erzielte in fünf Jahren durchschnittlich 12 Punkte pro Spiel. Zudem gewann er 2003 den NBA Sixth Man of the Year Award, als bester Bankspieler der Liga.
Die letzten Jahre spielte Jackson für die Memphis Grizzlies, Houston Rockets und New Orleans Hornets, ehe er 2008 zu den Kings zurückkehrte.
Am 24. Oktober 2009 gab Jackson seinen Rücktritt bekannt.

## Trainerkarriere
Im Herbst 2011 wurde Jackson Assistenztrainer bei den Kings. Im Sommer 2013 verließ Jackson die Kings und schloss sich dem Trainerstab der Timberwolves an.